# ロードムービー (高橋優の曲)
「ロードムービー」は、日本の男性シンガーソングライター、高橋優の楽曲。メジャー16枚目（通算17枚目）のシングルとして、2017年4月12日にワーナーミュージック・ジャパンから発売された。

## 概要
前作「光の破片」から約8か月ぶりにリリースされる2017年第1弾シングル。
表題曲はアニメ映画『クレヨンしんちゃん 襲来!!宇宙人シリリ』の主題歌となっている。
期間生産限定盤と通常盤の他にクレヨンしんちゃん盤も生産限定で発売され、しんちゃんとのコラボジャケットで7インチジャケットのスペシャル仕様となっている。
カップリングに収録されている「BLUE」はインディーズ時代のアルバム『無言の暴力』に収録されている曲で、リスナーの方から「『無言の暴力』という音源の再音源化はないのですか？」という問い合わせがあり、またそれとは別に「BLUE」はスタッフの間でも人気楽曲だったことから弾き語りという形で収録された。

## 収録曲
| 全作詞・作曲: 高橋優。 |                                                                         |        |            |      |
| #                      | タイトル                                                                | 作詞   | 作曲・編曲 | 時間 |
| 1.                     | 「ロードムービー」(映画『クレヨンしんちゃん 襲来!!宇宙人シリリ』主題歌) | 高橋優 | 高橋優     | 5:25 |
| 2.                     | 「life song」                                                           | 高橋優 | 高橋優     | 3:51 |
| 3.                     | 「BLUE（弾き語り）」                                                    | 高橋優 | 高橋優     | 2:52 |
| 4.                     | 「ドライアイ／メガネツインズ（高橋 優＆亀田誠治）」                     | 高橋優 | 高橋優     | 4:24 |

| 全作詞・作曲: 高橋優。 |                      |        |            |      |
| #                      | タイトル             | 作詞   | 作曲・編曲 | 時間 |
| 1.                     | 「ロードムービー」   | 高橋優 | 高橋優     | 5:25 |
| 2.                     | 「life song」        | 高橋優 | 高橋優     | 3:51 |
| 3.                     | 「BLUE（弾き語り）」 | 高橋優 | 高橋優     | 2:52 |

| #  | タイトル                                               | 作詞 | 作曲・編曲 |
| -- | ------------------------------------------------------ | ---- | ---------- |
| 1. | 「「ロードムービー」MV＋メイキング」                   |      |            |
| 2. | 「高橋 優×林卓スペシャルBIG対談」                      |      |            |
| 3. | 「ハヤタクどっきりマル秘報告」                         |      |            |
| 4. | 「高橋どっきりマル秘報告その２？」                     |      |            |
| 5. | 「林卓デビュー曲「オレオレオーレ」MV＋爆笑メイキング」 |      |            |

## 収録アルバム
- STARTING OVER (#1)

## テレビ出演
- 2017年4月14日放送『ミュージックステーション』（テレビ朝日系列）
- 2017年4月15日放送『COUNT DOWN TV』（TBS系列）
- 2017年4月29日放送『ミュージックフェア』（フジテレビ系列）
- 2017年7月1日放送『THE MUSIC DAY 願いが叶う夏』（日本テレビ系列）
- 2017年7月15日放送『音楽の日』（TBS系列）[1]
- 2017年12月22日放送『ミュージックステーション スーパーライブ2017』（テレビ朝日系列）